# Juan Vélez de Córdova
Juan Vélez de Córdova (Moquegua, 3 de octubre de 1711–Oruro, 7 de julio de 1739) fue un criollo que fingiéndose descendiente de los incas peruanos, lideró la primera conspiración importante de la Villa de Oruro contra la dominación española.

## Biografía
Juan Vélez de Córdova nació el 3 de octubre de 1711, en Moquegua, Bajo Perú, siendo hijo legítimo del capitán español Juan Vélez de Córdova, responsable político y militar de la villa de Moquegua, y la dama española María Romero. Era el segundo hijo de tres hermanos, y por la posición privilegiada de sus padres pudo acceder a una educación esmerada. Por lo tanto, era por nacimiento español americano. Se casó luego con la criolla Juana Yáñez de Zeballos. Lideró el primer antecedente conspirativo de importancia en la Villa de Oruro, delatada poco tiempo antes de su concreción, en 1739, razón por la que fue ajusticiado.
En su conspiración se reivindicaba en ella por igual a criollos, mestizos e indios, siendo causada porque no sólo pagaban tributos los indios, mitando penosamente en Potosí y Huancavelica, sino que también se quería obligar a criollos y mestizos a pagar tributos, como ya había ocurrido en Cochabamba en 1730, en la conspiración liderada por Alejo Calatayud.
Resulta sorprendente que siendo Vélez de Córdova criollo de origen, pudiera haber engañado a todos sobre su origen incaico, y sus posibilidades de coronarse como Inca rey. Todos los declarantes en ese proceso así lo indicaban, y también los historiadores que posteriormente se refirieron a esa conspiración daban por sentado el origen o parentesco incaico del conspirador. Cárdenas Medina supone que en realidad debía referirse a Blas Balderrama Túpac Amaru Inca, natural de Oruro, quien verdaderamente descendía del último inca, Felipe Túpac Amaru o Túpac Amaru I, y cumplía el requisito del quinto grado de parentesco aludido; suponiendo que frente a la negativa de éste a una acción subversiva e insurreccional, Vélez de Córdova habría tomado su lugar.
Luego del fallecimiento de su padre se dedicó al comercio de vinos y aguardientes (principal producción de la zona), y a la arriería, razón por la que comenzó a trajinar por los extensos territorios de la costa sur. Siendo seguramente la observación de la injusticia y explotación con que eran tratados los naturales, lo que posibilitó la formación de su espíritu justiciero y emancipador.
Fue detenido en el Cuzco en el año de 1735, cuando contaba con apenas 24 años de edad, teniendo en su poder una carta del noble inca Juan Bustamante, en la que no aceptaba sus planes y le reprochaba no ser leal al rey. Luego fijará su residencia y base de operaciones en Oruro, probablemente porque tenía menos vigilancia real que otras villas.
En abril de 1739, el cabildo de la villa de Oruro emitió una ordenanza aumentando en 4 reales el tributo sobre la botija de aguardiente, sobre la que ya se pagaban otros 4 reales. El nuevo impuesto produjo gran malestar entre los comerciantes y consumidores de vinos y aguardientes, al afectar su economía. Es probable que Vélez de Córdoba haya escrito su “Manifiesto de Agravios” a partir de ese suceso, queriendo seguramente aprovechar la coyuntura de descontento que tal medida produjo. Los comprometidos mayormente en su conspiración fueron criollos y mestizos. Mantuvo correspondencia secreta con varios gobernadores, y llegó a contar con el apoyo de varios caciques, lo cual daría sustento de masas a su conspiración.
Habiendo sido fijada como fecha de la revuelta el 8 de julio de 1739, planeando pasar a cuchillo a todos los españoles, fue traicionada pocos días antes por el maestro de armas Bernardo Ojeda, cercano a Vélez de Córdova, quien enteró de la conspiración a Juan del Castillo, y probablemente también fue el autor del pasquín anónimo que se hizo llegar al Corregidor de Oruro Martín Ezpeleta y Villanueva cinco días antes del estallido, advirtiéndole de que sería asesinado.
Luego de obtener total información de la conspiración tramada por Vélez de Córdova y sus secuaces por boca de Ojeda, el corregidor distribuyó soldados para capturar los principales conjurados.
El Gobernador de Indios Eugenio Pachacnina, declaró que Vélez de Córdova era descendiente de la familia real incaica y por tanto, con derechos a coronarse rey. Miguel de Castro confesó también la veracidad del alzamiento, mientras el propio Vélez de Córdova negaba tenazmente su propio proyecto y conspiración.
Dictado el auto del proceso y escuchadas declaraciones y confesiones, se decidió la culpabilidad principal de Juan Vélez de Córdova, dictando el corregidor una apresurada sentencia por la que se declaraba traidores al rey a Juan Vélez de Córdova, Eugenio Pachacnina, Miguel de Castro, Ramón de Castro, Nicolás Cruz de Encinas y Tomás Agudo, condenándolos a todos a la pena de muerte por agarrotamiento  al amanecer del día siguiente.
Puntualmente, a las cuatro de la mañana del 7 de julio de 1739, un día antes del plazo fijado para el estallido de la rebelión, Vélez de Córdova, Pachacnina y Castro fueron conducidos al cadalso.
Juan Vélez de Córdova, confesó todo poco antes de ser ejecutado. Luego de las ejecuciones de los reos, y por las palabras vertidas por el caudillo en el cadalso, fueron allanadas sus viviendas, encontrándose el original del manifiesto mencionado. Los otros reos fueron aprehendidos más tarde, y también condenados a muerte y ejecutados.

## Contenido del Manifiesto de Agravios
El documento posee un alto valor político, y fue por mucho tiempo modelo de conspiraciones en el Alto Perú, especialmente de la rebelión de Oruro del año 1781. Sólo posee tres carillas, y está dividido en dos partes, exponiéndose en la primera las motivaciones del alzamiento, y en la segunda las circunstancias coyunturales que posibilitaban luchar por la tan ansiada libertad.
En síntesis, el documento comienza hablando de la tiranía establecida por los españoles en estas latitudes, usurpando a los naturales –por su codicia– vidas, haberes y tierras. No contentos con ello, los españoles tenían oprimidos a los pobres naturales, quienes además de pagar crecidos tributos anualmente debían mitar en las minas de Potosí y Huancavelica todos los años, no pudiendo gozar de su vida, mujeres, haciendas ni ganados, dejando huérfanos sus hijos y viudas sus mujeres, sus casas desamparadas y sus pueblos destruidos. Los guampos les chupaban la sangre, siendo más honrado el que más robaba y ejecutaba más tiranías, las Audiencias no amparaban al desvalido sino que favorecían a los poderosos, por lo que gemía el pobre sin recursos ni remedio. Se daban cada día nuevos arbitrios para sacarles dinero, ya sea queriendo empadronar a los criollos y mestizos para que pagaran tributo, como con el donativo que se acababa de exigir, el que sería perpetuamente establecido si los criollos no lo detenían a tiempo. Hallándose entre ellos uno de la sangre real de los Incas del Cuzco, en quinto grado de parentesco, con deseos de restaurar esa monarquía, se suplicaba a criollos, caciques y a todos los naturales lo ayudaran a hacerlo. Se prometía a los criollos emplearlos en las conveniencias del reino si se demostraban fieles y a los caciques honrarlos como señores de la tierra, librando a los naturales de tributos y mitas, y permitiendo se apoderaran de lo que tenían recibido como repartimiento de los corregidores. Motivaba intentar tal empresa el que hallándose el Rey de España en guerra con Portugal e Inglaterra miraba a Europa, y estando embarazados los navíos en la Armada de Portobelo y sin gente ni armas Lima, sería la ocasión más propicia que podría esperarse. No era su intención apartarse de la santa iglesia cristiana, no permitiendo se profanaran los templos de Dios, siendo su única intención restablecer el imperio de sus reyes antiguos, previniendo a sus hermanos que serían todos bien tratados y pagados anticipadamente, quedándose el instigador con la gloria de haberlos librado a todos de tanta tiranía.